# Проноја
Проноја је у грчкој митологији било име једне Океаниде (лат. Pronoia), као и других нимфи и личности (лат. Pronoe).

## Митологија
- Проноја је била једна од нимфи Океанида, чије име значи „предвиђање“. Била је удата за титана Прометеја. Била је богиња светилишта на Делфима и вероватно иста личност као и Океанида Хесиона.[1]
- Хесиод је у теогонији наводи као једну од Нереида.[2]
- Према Аполодору, била је Форбова кћерка. Она је била Етолова супруга и са њим имала синове Плеурона и Калидона.[3] Неки извори наводе да ју је Аполодор навео као Форбантову кћерку.[4]
- Према Диодору, кћерка Мелампода, краља Аргоса и Ифијанире.[3]
- Нимфа, чији је син Лас погинуо у тројанском рату.[5]
- Такође нимфа, Најада са реке у Ликији. Она је рекла Кауну да се његова сестра Библида убила и убедила га је да остане са њом под условом да прихвати власт над земљом која је припадала њој (Ликијом или Каријом). Имали су сина Егијала који је наследио престо свог оца.[5]